# Phương ngữ Soule
Phương ngữ Soule hay phương ngữ Zuberoa (tiếng Basque: Zuberera) là phương ngữ tiếng Basque nói ở Soule, Pháp.

## Tên gọi
Trong tiếng Basque chuẩn, phương ngữ này được gọi là Zuberera (từ tên vùng Zuberoa + hậu tố tên ngôn ngữ -era). Dạng địa phương là Üskara, Xiberera, Xiberotarra. Trong tiếng Tây Ban Nha, nó có tên Souletino và Suletino.

## Phân bố
Phương ngữ tiếng Basque miền nam Roncal đôi lúc được gộp chung vào Zuberoa. Một dạng tiếng Basque gần với phương ngữ Zuberoa có thể từng tồn tại xa hơn về phía đông, lan đến tận Trung Pyrenees. Phương ngữ đã biến mất này để lại vết tích trong địa danh và được nhắc đến văn văn liệu lịch sử ("Wascones, qui trans Garonnam et circa Pirineum montem habitant" trong Annales regni Francorum, "Sử ký Vương quốc Frank").

## Đặc điểm
Phương ngữ Zuberoa nổi bật ở ảnh hưởng từ tiếng Occitan (nhất là phương ngữ Béarn), đặc điểm là ở từ vựng. Trong khi các phương ngữ Basque khác có năm nguyên âm, phương ngữ Zuberoa có thêm một nguyên âm thứ sáu: [y] (viết là ü). Tuy vậy, nguyên âm thứ sáu này có lẽ là kết quả của sự ảnh hưởng từ một đợt biến đổi nguyên âm trong phương ngữ Béarn diễn ra vài thế kỷ trước.

## Ví dụ
Đoạn trích bài ballad "Orreaga" do Arturo Campion biên soạn dưới đây cho thấy nét khác biệt giữa phương ngữ này với tiếng Basque chuẩn (Euskara batua).
| Phương ngữ Zuberoa | Euskara batua (tiếng Basque chuẩn) |
| --- | --- |
| I Gaiherdi da. Errege Karloman Auritz-berrin dago bere armadareki; zelü ülhünian ezta ageri, ez argizagi, ez izarrik; hürrünian sügar handi batzük argitzen die mendiartetan; Frantzesak khantatzen ari dira herrian; Altabizkarreko üngürünetan entzüten dira otsoen izigarriko orroak, eta holatan Üskaldünek zorrozten dütie beren eztenak eta aizkorak Ibañetako harri eta harbochietan. II Khechü eta erreus, Karlomanek eztezake loik har. Ohe saihetsian bereter batek irakurten dü amoriozko khuntü bat; hürrünchiago Arrolan gaitzak argitzen dü bere Dürandal ezpata famatia, eta Türpin archebisko hona ari dá Jinkoaren Ama saintiari othoitzen. III Bereter maytia, — dio Errege Karlomanek; — zer dá gaiazko isiltarzüna hausten dian herots hori? — Jauna,— ihardesten deio bereterrak; — Iratiko, ichasoa beno zabalago den, oihaneko ostoak dira aiziak erabilten. — Ah! haur maytia, heriotziaren deihadarra üdüri dik, eta ene bihotza lazten dük. IV Gaia osoki ülhün da. Argizagirik ez izarrik ezta ageri zelietan; hürrünian sügar handi batzük argitzen die mendiartetan; Frantzesak ló daude Auritz-berrin: Altabizkarreko üngürünetan otsoak orroaz ari dira, eta Üskaldünek zorrozten dütie bere eztenak eta aizkorak Ibañetáko harroketan. V Zer dá herots hori? — galdatzen dü berriz Karlomanek, eta bereterrak, loaz egochirik, ezteio ihardesten. — Jauna, — dio Arrolan azkarrak; mendiko ur-turrusta da, Andresaroko artaldiaren marrakak. — Intziri bat üdüri dü, — ihardesten dü Errege Frantzesak. — Egia dá, Jauna, — dio Arrolanek; — herri hunek nigar eglten dü gützaz orhitzen denian. VI Khechüeriareki Karlomanek ezin dezake loa bil; zelü lürrak argigabe dira; otsoak orrokoz ari dira Altabizkarren; Üskaldünen eztenek eta aizkorek distiatzen die Ibañetako haritzartetan. VII Ah! — dio hasperenez Karlomanek. — Eztezaket loa bil; suharrak erratzen nai. Zer da herots hori? — Eta Arrolanek, loaz egochirik, ezteio ihardesten. — Jauna, — dio Türpin honak; othoi ezazü, othoi-ezazü eneki. Herots hori Üskaldünen gerla-ahairia dá, eta hau da gure omen handiaren azken egüna. VIII Ekhiak argitzen dütü mendiak. Garhaiturik ihesi doa Karloman, «bere hegats beltz eta kapa gorriareki». Haurrak eta emaztiak dantzan ari dira boztarioz Ibañetan. Ezta atzerik Uskal-Herrian, eta menditarren oihiak heltzen dirá zelietarano. | I Gauerdia da. Errege Karloman Aurizberrin dago bere armadarekin; zeru ilunean ez da ageri, ez ilargi, ez izarrik; urrunean sugar handi batzuk argitzen dira mendi arteetan; Frantsesak kantatzen ari dira herrian; Altabizkarreko inguruneetan entzuten dira otsoen izugarrizko orroak, eta horrela euskaldunek zorrozten dituzte beren eztenak eta aizkorak Ibañetako harri eta harkaitzetan. II Kexu eta artega, Karlomanek ez dezake lorik har. Ohe saihetsean bereter batek irakurtzen du amodiozko kontu bat; urrunxeago Arrolan gaitzak argitzen du bere Durandal ezpata famatua, eta Turpin artzapezpiku ona ari zaio Jainkoaren Ama sainduari otoitzen. III Bereter maitea, — dio Errege Karlomanek; — zer da gaueko isiltasuna hausten duen zalaparta hori? — Jauna,— erantzuten dio bereterrak; — Iratiko, itsasoa baino zabalago den, oihaneko hostoak dira haizeak erabiltzen. — Ah! haur maitea, heriotzaren deiadarra irudi dik, eta ene bihotza lazten duk. IV Gaua osoki iluna da. Ilargirik ez izarrik ez da ageri zeruetan; urrunean sugar handi batzuk argitzen dira mendiartetan; Frantsesak lo daude Aurizberrin: Altabizkarreko inguruneetan otsoak orroz ari dira, eta Euskaldunek zorrozten dituzte beren eztenak eta aizkorak Ibañetako arroketan. V Zer da zalaparta hori? — galdetzen du berriz Karlomanek, eta bereterrak, loaz egotzirik, ez dio erantzuten. — Jauna, — dio Arrolan indartsuak; mendiko ur-zorrotada da, Andresaroko artaldearen marrakak. — Auhen bat irudi du, — erantzuten du Errege frantsesak. — Egia da, Jauna, — dio Arrolanek; — herri honek negar egiten du gutaz oroitzen denean. VI Kexuekin Karlomanek ezin dezake loa bil; zeru lurrak argigabe dira; otsoak orroz ari dira Altabizkarren; Euskaldunen eztenak eta aizkorak distiratzen dira Ibañetako haritz arteetan. VII Ah! — dio hasperenez Karlomanek. — Ez dezaket loa bil; suharrak erretzen nau. Zer da zalaparta hori? — Eta Arrolanek, loaz egotzirik, ez dio erantzuten. — Jauna, — dio Turpin onak; otoitz egin, otoitz egin enekin. Zalaparta hori Euskaldunen gerla-doinua da, eta hau da gure omen handiaren azken eguna. VIII Eguzkiak argitzen ditu mendiak. Garaiturik ihesi doa Karloman, «bere hegats beltz eta kapa gorriarekin». Haurrak eta emazteak dantzan ari dira boztarioz Ibañetan. Ez da atzerik Euskal Herrian, eta menditarren oihuak heltzen dira zeruetaraino. |